# Jim Gannon
James Paul „Jim“ Gannon (* 7. September 1968 in London, England) ist ein ehemaliger irischer Fußballspieler und heutiger Fußballtrainer. Er bestritt einen Großteil seiner Profispiele bei Stockport County, wo er später auch für viele Jahre Trainer war. Zuletzt war Gannon Trainer beim englischen Siebtligisten Hyde United.

## Spielerkarriere

### Anfänge, 1987 bis 1990
Jim Gannon begann seine Profikarriere im Jahr 1987 beim irischen Erstligisten Dundalk FC. Dort absolvierte er sowohl Spiele im Europapokal der Landesmeister als auch im Europapokal der Pokalsieger und erlebte die bis heute erfolgreichste Zeit der Vereinsgeschichte. In der Saison 1987/88 gewann Gannon mit Dundalk die League of Ireland und den FAI Cup und somit das irische Double.
Seine guten Leistungen weckten schließlich das Interesse von Sheffield United, zu welchen er schließlich im April 1989, für 70.000 britische Pfund, wechselte. Da sich Gannon nicht an der Bramall Lane durchsetzen konnte, wechselte für die Saison 1989/90 auf Leihbasis zu Halifax Town, für welche er jedoch nur zwei Spiele bestritt.

### Stockport County, 1990 bis 2001
Im Sommer 1990 wechselte er zu Stockport County, wo er in den kommenden zehn Jahren zwei Aufstiege miterlebte und vier Wembley-Finalspiele bestritt. Am 10. März 1993 beschimpfte Gannon den Stoke-City-Spieler Mark Stein, von welchem er anschließend körperlich attackiert wurde. Stein sprach später von „massivst, rassistischen Beleidigungen“. Gannon erstatte daraufhin Anzeige bei der Polizei, woraufhin sich Stein vor Gericht verantworten musste. Die Auseinandersetzung der beiden Spieler führte sich in den darauffolgenden Wochen fort, als Stein in einem Interview von Gannons damaliger Freundin angespuckt wurde. Das Gericht verurteilte Stein, unter Berücksichtigung der vorausgegangenen Provokation, schließlich zu einem Jahr auf Bewährung.
Während seinen Anfängen im Verein wurde Gannon von vielen Anhängern für seine Leistung kritisiert, gewann jedoch mit der Zeit die Sympathien zurück, als er sich zu einem torgefährlicheren Mittelfeldspieler entwickelte. Die Stockport-Fans gaben ihm den Spitznamen „The Ghost“, da er bei Ecken am Rand des gegnerischen Strafraums „herumgeisterte“, um von dort aus Tore zu erzielen. In der Saison 1990/91 wurde Gannon mit Stockport Vizemeister in der Fourth Division, was gleichbedeutend mit dem Aufstieg in die dritte Liga war. Im Jahr 1992 lief er zum ersten Mal im Londoner Wembley-Stadion auf, als Stockport im Finale der League Trophy mit 0:1 gegen Stoke City verlor. In der gleichen Saison erreichte Stockport auch das Play-off-Finale der Third Division, wurde jedoch erneut in Wembley besiegt. Auch im Folgejahr spielte man erneut im Finale der League Trophy, musste sich jedoch mit einer 1:2-Niederlage gegen Port Vale geschlagen geben.
Nach einer kurzen Leihe zu Notts County im Jahr 1994, kehrte Gannon wieder zu Stockport zurück und beendete die Saison erneut im Wembley-Stadion, wo man mit einer 1:2-Niederlage gegen Burnley den Aufstieg knapp verpasste. In der Saison 1996/97 erreichte das Team als Vizemeister schließlich den Aufstieg in die zweite Liga und beendete die Folgesaison auf dem achten Platz. In seiner Zeit bei Stockport spielte Gannon unter anderem unter der Leitung von Danny Bergara, Dave Jones, Gary Megson und Andy Kilner. Am 21. März 2000 riss er sich, während eines Spiels gegen Manchester City, das vordere Kreuzband, was ihn mehrere Monate lang außer Gefecht setzte, bis er im November 2000 den Verein nach zehn Jahren verließ. Vorausgegangen waren Streitigkeiten über finanzielle Vereinbarungen. Im darauffolgenden Monat unterschrieb er einen Vertrag bei Crewe Alexandra, verließ den Verein jedoch nach nur zehn Spielen in Richtung Irland.

### Rückkehr nach Irland, 2001 bis 2004
Nach einer kurzen Pause unterzeichnete er im August 2001 einen Vertrag bei Shelbourne. Trotz seiner sofortigen Ernennung zum Mannschaftskapitän, hatte Gannon anfangs Schwierigkeiten sich in der ersten Mannschaft durchzusetzen. Erst nach der Ernennung des neuen Cheftrainers, Pat Fenlon, erkämpfte sich Gannon einen Stammplatz in der Verteidigung. Gannon hält den einzigartigen Rekord, in allen vier englischen Ligen, dem FA Cup, dem League Cup, dem Full Members Cup, den Liga-Play-offs, der League of Ireland, dem FAI Cup, dem League of Ireland Cup und der UEFA-Champions-League, getroffen zu haben. Neben der Ernennung zum Ehrenvizepräsident des Hatters Independent Supporters Club, wurde er auch in die Stockport-Hall of Fame aufgenommen.

## Trainerkarriere

### Dundalk FC
Im Juni 2004 trat Gannon seinen ersten Trainerjob bei Dundalk an. Der Verein war auch die erste Station seiner Karriere als Profifußballer. Unter seiner Leitung belegte das Team in der Saison 2004 den sechsten Platz in der League of Ireland. Am 14. November 2005 bestätigte Gannon, nach vereinsinternen Differenzen und aufkommender Kritik an seiner Person, seinen Rücktritt.

### Stockport County

#### 2005/06
Im November 2005 wurde Gannon zum Leiter des Nachwuchsleistungszentrums für Mädchen, bei Stockport County ernannt. Nach der Entlassung des bisherigen Cheftrainers Chris Turner, wurde Gannon am zweiten Weihnachtsfeiertag 2005 zum Interimstrainer der ersten Herrenmannschaft ernannt. Das Team stand zu der Zeit, mit neun Punkten Rückstand, abgeschlagen auf dem letzten Tabellenplatz der League Two. Stockport blieb in den ersten vier Ligaspielen unter Gannon ungeschlagen, woraufhin er nach nur drei Wochen zum neuen Cheftrainer befördert wurde. Da man in der Rückrunde mehr als doppelt so viele Punkte im Vergleich zur Rückrunde Hinrunde einfahren konnte und am letzten Spieltag gegen den amtierenden Meister Carlisle United unentschieden spielte, konnte der Klub die Klasse halten. Im Sommer 2006 wurde sein Vertrag um ein Jahr verlängert.

#### 2006/07
Zu Beginn der Saison 2006/07 präsentierten Gannon und Stockport einen Fünfjahresplan, welcher den Verein in die Championship führen sollte. Die ersten Ergebnisse folgten in Form eines neuen Liga-Rekords, bei welchem Stockport neun Spiele in Folge gewann, ohne dabei ein Tor zu kassieren. Nachdem ein Spiel gegen die Bristol Rovers aufgrund eines zu nassen Spielfelds verschoben werden musste, reichte Gannon offiziell Beschwerde bei der Football Association ein. Dabei kritisierte er einerseits das Verhalten des Klubs, als auch das des leitenden Schiedsrichters, als „durch und durch unprofessionell“. Gannon brachte später erneut seinen Unmut zum Ausdruck, als der gleiche Schiedsrichter auch das Wiederholungsspiel übernehmen durfte, welches die Rovers mit 2:1 gewannen. Stockport verpasste die Play-offs, trotz eines 5:0-Sieges über Darlington, am letzten Spieltag der Saison nur knapp.

#### 2007/08
Die Saison 2007/08 begann mit einem Freundschaftsspiel zu Ehren des ehemaligen Stockport-Trainers Danny Bergara, welcher Gannon 1990 als Spieler zum Verein geholt hatte. Stockport County beendete die Saison als Vierter und gewann anschließend das Play-off-Halbfinale gegen die Wycombe Wanderers, was gleichbedeutend mit Gannons erstem Wembley-Finale als Trainer war. Nach vier erfolglosen Finalteilnahmen als Spieler, gewann er das Finale als Trainer und führte Stockport mit einem 3:2-Sieg über Rochdale in die League One. Aufgrund eines neun Monate andauernden Streits über einen defekten Receiver, verweigerte er nach dem Spiel dem Sportsender Sky ein Interview.

#### 2008/09
Nach dem Aufstieg startete Gannons Team erfolgreich in die neue Saison und überwinterte mit der besten Auswärtsbilanz auf einem Aufstiegsplatz. Anfang 2009 wurden Gerüchte laut, dass Gannon den in finanzielle Schwierigkeiten geratenen Klub verlassen wolle. Er beteuerte zwar mehrfach seinen Wunsch zu bleiben, hielt aber an seinem laufenden Einjahresvertrag fest, nachdem er mehrere Vertragsangebote des Vereins abgeschlagen hatte. Nach einem Streit mit dem damaligen Stockport-Kapitän Gareth Owen, während eines Spiels an der Seitenlinie, kündigte Gannon in einem Interview an, Disziplinarmaßnahmen ergreifen- und Owen das Kapitänsamt entziehen zu wollen. Owen, dessen Vertrag später aufgelöst wurde, spielte kein weiteres Spiel für Stockport. Am 24. Februar 2009 gestattete der Verein Gannon, Gespräche mit Brighton & Hove Albion zu führen, welche den vakant gewordenen Trainerposten neu besetzen wollten. Er gab an, dass seine Familie, neben den sich abzeichnenden finanziellen Problemen des Vereins, eine große Rolle bei der Entscheidungsfindung spielen würde und traf sich am 25. Februar mit Vertretern von Brighton. Am Folgetag gab er bekannt, dass er den Job nicht annehmen- und seinen Vertrag bei Stockport erfüllen wolle. Gegen Ende der Laufenden Saison wurden Stockport aufgrund der finanziellen Probleme zehn Punkte abgezogen, was den Verein dem Rand der Abstiegsplätze nahe brachte. Am 6. Mai 2009, kurz nach dem letzten Saisonspiel, wurde Gannon entlassen.

### FC Motherwell
Trotz der Gerüchte eines Wechsels zu Hibernian Edinburgh, wurde Gannon im Juni 2009, zwei Tage vor dem Erstrunden-Qualifikationsspiel der Europa League gegen den AFC Llanelli, als neuer Trainer des schottischen Vereins FC Motherwell vorgestellt.

“He has a very very good tactical sense, he is a great motivator of players, he works particularly well with young players and brings them on, which is important at a club the size of Motherwell.”

„Er hat ein sehr, sehr gutes taktisches Gespür, er ist ein großer Motivator der Spieler, er arbeitet besonders gut mit jungen Spielern zusammen und fördert sie, was bei einem Verein von der Größe von Motherwell wichtig ist.“

Zu Beginn seiner Amtszeit stand ihm, aufgrund einiger Abgänge und beendeten Leihen, nur ein sehr schmaler Kader zur Verfügung, weshalb er für das Spiel gegen Llanelli einige Jugendspieler einsetzen musste. Motherwell verlor zwar das Qualifikations-Hinspiel mit 0:1, konnte jedoch im Rückspiel mit 3:0 gewinnen und in die nächste Runde einziehen. In der zweiten Runde gewann man nach Hin- und Rückspiel mit 8:2 gegen Flamurtari Vlora, bevor man in der dritten Runde gegen Steaua Bukarest ausschied. Gannons erstes Spiel in der Liga, endete mit einem 3:1-Sieg gegen Kilmarnock im Fir Park. Im Oktober 2009 wurde er zum Trainer des Monats gewählt, warnte jedoch vor einem Ausverkauf im anstehenden Januar-Transferfenster. Sein junges Team wusste zu beeindrucken, konnte aber noch keine konstanten Leistungen abrufen. In den Folgemonaten folgten einige Kontroversen und Auseinandersetzungen, unter anderem mit dem SFA-Schiedsrichter-Chef Hugh Dallas. Gannon hatte behauptet, dass die schlechten Leistungen der  schottischen Schiedsrichter, „den Fußball in Verruf bringen“ würden und schlug eine eigene Leistungstabelle für Schiedsrichter vor. Die darauf folgende, öffentliche Kritik, empfand er als „Respektlos“ und verweigerte alle weiteren Kontakte mit den Medien.
Am 28. Dezember wurde Gannon von Motherwell entlassen. Obwohl der Vorstand mit den Ergebnissen auf dem Platz zufrieden war, sei das Verhältnis zwischen Gannon und der Vereinsführung „nicht mehr tragbar“ gewesen.

### Peterborough United
Am 2. Februar 2010 wurde Gannon neuer Cheftrainer von Peterborough United. Der Verein stand zu diesem Zeitpunkt mit neun Punkten Rückstand, abgeschlagen auf dem letzten Platz der Championship. Gannon gab bei seinem Amtsantritt bekannt, den „Stolz“ im Klub wiederherstellen zu wollen und bot verunsicherten Spielern einen Neuanfang an. Er gewann sein erstes Spiel als Trainer, mit einem 1:0-Sieg über die Queens Park Rangers und beeindruckte in den folgenden Wochen mit außergewöhnlichen und experimentierfreudigen, taktischen Formationen. Trotz deutlich verbesserter Ergebnisse konnte Gannon den Abstieg letztendlich nicht verhindern, woraufhin sein am Ende der Saison ausgelaufener Vertrag im Einvernehmen nicht verlängert wurde.

### Port Vale
Gannon wurde am 6. Januar 2011 als neuer Trainer von Port Vale vorgestellt und unterzeichnete einen Vertrag bis zum Sommer 2012. Nur zwei Wochen nach seinem Amtsantritt, verließ Vereinskapitän Tommy Fraser den Klub in gegenseitigem Einvernehmen, woraufhin Gerüchte über ein angespanntes Verhältnis zwischen Trainer und Team laut wurden. Nachdem Gannons Team vier der ersten fünf Spiele verlor, reagierte er auf die Kritik an seiner Startelfauswahl und den Auswechslungen, in dem er ankündigte, den Kader breiter aufstellen zu wollen. Am 1. Februar wurde ein Treffen der Spieler mit der Klubführung bekannt, woraufhin Gerüchte laut wurden, dass Gannon den Rückhalt im Team verloren hätte. Am Folgetag gewann Port Vale das erste Spiel unter Gannon, mit einem 1:0-Sieg über den Aufstiegsrivalen Rotherham United. Nur wenige Tage später wurde bekannt, dass Gannon auf der Rückreise von einem Spiel, den Mannschaftsbus nach einer Auseinandersetzung mit seinem Assistenten Geoff Horsfield verlassen hatte. Gannon hatte der Presse zuvor gesagt, dass seine Mitarbeiter "unterqualifiziert" seien, bestand jedoch auch darauf, dass alle notwendigen Änderungen "zu einem späteren Zeitpunkt umgesetzt" werden müssen und Horsfield ein großartiger Assistent" sei. In den nationalen Medien wurde später berichtet, dass Horsfield aus familiären Gründen einen freien Tag beantragt hatte, wofür er von Gannon zuerst die Erlaubnis bekam, dieser sich jedoch im Anschluss beim Vereinsvorstand für sein Verhalten beschwerte. Nachdem Gannon von Horsfield mit der Beschwerde konfrontiert wurde, bestritt er diese zunächst. Zeitgleich veröffentlichte die Lokalzeitung The Sentinel einen Artikel, in welchem Gannon bezüglich seines Umgangs mit Spielern und seiner Taktik- und Teamauswahl scharf kritisiert wurde. Gannon beschwerte sich anschließend, dass er in den Medien falsch dargestellt wurde. Horsfield musste sich in einer vereinsinternen Anhörung verantworten, während von Gannon lediglich eine Zeugenaussage gefordert wurde. Nachdem die Vereinsführung bekannt gab, keine weiteren Maßnahmen ergreifen zu wollen, setzten beide ihre Arbeit fort. Nach einer weiteren Niederlage des Teams, am 19. März, kursierten erneut Gerüchte über Gannons Abgang, welcher sich schließlich zwei Tage später bewahrheitete. Er hält damit den vereinsinternen Rekord, mit der kürzesten Amtszeit als Trainer.

### Rückkehr zu Stockport County
Nach dem Rücktritt von Dietmar Hamann im November 2011, wurde über Gannons Rückkehr zu Stockport County spekuliert. In den dreißig Monaten seit Gannons Abgang, hatte der Klub fünf Trainer verschlissen, den Abstieg in die National League hinnehmen müssen und seit Februar 2009 keine aufeinanderfolgende Spiele gewinnen können. Gannon wurde schließlich im November als neuer Manager von Stockport vorgestellt, wo er für alle Fußballangelegenheiten verantwortlich sei, „einschließlich der Betretung der ersten Mannschaft und den Transfers.“ Willie McStay blieb als sein Assistent im Klub. Bei seiner Amtsübernahme war Stockport siebzehnter in der Liga, nur zwei Zähler über einem Abstiegsplatz. Gannons erklärtes Ziel war es, den dritten Abstieg in Folge zu Vermeiden. Nachdem er seine ersten fünf Spiele im Amt verloren hatte, darunter ein 0:7 gegen Grimsby Town, beklagte Gannon die finanzielle Situation des Vereins, welche das Agieren auf dem Transfermarkt erheblich einschränken würde. Er erklärte aber auch, dass es seine Aufgabe sei, die Dinge zu verbessern. Nach einem breiten Personalwechsel im Januar, verzeichnete er am Neujahrstag seinen ersten Sieg, mit einem 3:2 über Barrow. Am Ende der Saison sicherten sich die „Hatters“ ihren Platz in der Conference, nachdem sie seit Gannons Rückkehr nur zwei Spiele zu Hause verloren.
In der Saison 2012/13 hatte Stockport erneut Schwierigkeiten, sich sportlich über Wasser zu halten. Gannon machte dafür die Entscheidung der Vereinsführung, das Gehaltsbudget zu kürzen, verantwortlich. Der damalige Vorstandsvorsitzende Peter Snape äußerte sich daraufhin verärgert in einem Interview: „Ich habe es satt, Teilzeitteams dabei zuzusehen, wie sie gegen Stockport gewinnen. Es wird Änderungen geben, es sei denn, die Dinge verbessern sich. Jim Gannon kann mir ziemlich gut sagen, wie dieser Klub geführt werden sollte. Nun, ich werde ihm sagen, dass ich von der Art und Weise, wie die Mannschaft geführt wird, nicht begeistert bin. Wenn wir unsere nächsten Spiele verlieren, befinden wir uns mit einem viel größeren Budget im Abstiegskampf, als die meisten Teams da unten, was ehrlich gesagt nicht gut genug ist.“
Vierzehn Monate nach seinem zweiten Amtsantritt, wurde Gannon am 16. Januar 2013 von seinen Pflichten als Stockport-Manager entbunden.

### Northwich Victoria
Am 9. Dezember 2013 wurde bekannt gegeben, dass Gannon der neue Trainer von Northwich Victoria werden würde. Die „Vics“ beendeten die Saison 2013/14 auf dem neunten Platz. In der Folgesaison erreichte der Klub die Aufstiegs-Play-offs, verlor jedoch im Halbfinale gegen Bamber Bridge. Im FA Cup 2015/26 erreichte Gannons Team die zweite Runde und war damit der Verein mit der niedrigsten Ligenzugehörigkeit.

### Dritte Amtszeit bei Stockport
Am 18. Januar 2016 übernahm Gannon zum dritten Mal in seiner Karriere das Traineramt bei Stockport County, welche nun in der National League North spielten. Unter der Leitung von Gannon erreichte das Team das Finale des Cheshire Senior Cups und belegte in der Liga den neunten Platz. Im Dezember unterschrieb er einen neuen Zweieinhalbjahresvertrag und belegte mit Stockport am Ende der Saison 2016/17 den achten Platz der Tabelle, einen Punkt unterhalb der Aufstiegsplätze. Nach einem Scheitern in der Qualifikationsrunde der Folgesaison, erreichte er mit Stockport 2018/19 die zweite Runde des FA Cups, wo man sich mit 0:1 gegen Barnet geschlagen geben musste. Im Dezember 2018 wurde Gannon zum Trainer des Monats in der National League North ernannt, nachdem sein Team aus der unteren Tabellenhälfte in die Aufstiegsplätze geführt hatte. Am Ende der Saison konnte Stockport, mit einem Punkt Vorsprung vor dem FC Chorley, die Meisterschaft gewinnen und stieg nach sechs Jahren wieder auf. Gannon wurde zudem zum Trainer des Jahres in der National League North gewählt.
Am 21. Januar 2021 wurde Gannon zum dritten Mal von Stockport entlassen.

### Oldham Athletic
Am 16. Juli 2021 wurde Gannon als neuer Leiter des Nachwuchsleistungszentrums bei Oldham Athletic vorgestellt.

### Hyde United
Am 31. August 2021 wurde Gannon als neuer Trainer von Hyde United aus der Northern Premier League vorgestellt. Schon am 10. Februar 2022 wurde er jedoch wieder entlassen. Hyde belegte zu dieser Zeit den 19. Platz in der Liga, einen Platz über der Abstiegszone.

## Statistiken

### Trainerkarriere
- Stand: 14. Juni 2022[87]

| Verein              | von               | bis               | Statistiken | Statistiken | Statistiken | Statistiken |
| Verein              | von               | bis               | Spiele      | Siege       | Remis       | Niederl.    |
| ------------------- | ----------------- | ----------------- | ----------- | ----------- | ----------- | ----------- |
| Dundalk FC          | 8. Juni 2004      | 14. November 2005 | 72          | 26          | 18          | 28          |
| Stockport County    | 28. Dezember 2005 | 6. Mai 2009       | 182         | 79          | 42          | 61          |
| FC Motherwell       | 30. Juni 2009     | 28. Dezember 2009 | 25          | 7           | 8           | 10          |
| Peterborough United | 1. Februar 2010   | 6. April 2010     | 14          | 4           | 1           | 9           |
| Port Vale           | 6. Januar 2011    | 21. März 2011     | 15          | 4           | 4           | 7           |
| Stockport County    | 14. November 2011 | 16. Januar 2013   | 59          | 18          | 14          | 27          |
| Northwich Victoria  | 9. Dezember 2013  | 19. Januar 2016   | 113         | 66          | 21          | 26          |
| Stockport County    | 19. Januar 2016   | 21. Januar 2021   | 266         | 136         | 64          | 66          |
| Hyde United         | 31. August 2021   | 10. Februar 2022  | 29          | 9           | 5           | 15          |
| Gesamt              | Gesamt            | Gesamt            | 774         | 349         | 177         | 249         |

## Erfolge

### Als Spieler
Dundalk FC
- League of Ireland: 1987/88
- FAI Cup: 1987/88

Stockport County
- Football League Second Division: 1996/97
- Football League Fourth Division: 1990/91
- EFL Trophy: 1991/92, 1992/93

Shelbourne FC
- League of Ireland: 2001/02, 2003

### Als Trainer
Stockport County
- EFL League Two Play-offs: 2007/08
- National League North: 2018/19
- Cheshire Senior Cup: 2015/16

Northwich Victoria
- Cheshire Senior Cup: 2013/14

Individuell
- Scottish-Premier-League-Trainer des Monats: Oktober 2009
- National-League-North-Trainer des Jahres: 2019[88]
- National-League-North-Trainer des Monats: Dezember 2016, Dezember 2018[89]